# Leiterhaus
Ein Leiterhaus war eine dörfliche Gemeinschaftseinrichtung, wo lange Feuerwehrleitern und andere Brandbekämpfungsgeräte öffentlich zugänglich aufbewahrt wurden.
Leiterhäuser waren seit der ersten Hälfte des 18. Jahrhunderts auf Grund von der Obrigkeit erlassenen Brandordnungen in den meisten Dörfern Deutschlands vorgeschrieben. Es handelte sich dabei um lange, durch ein Dach geschützte, normalerweise seitlich offene schmale Schuppen, wo die meist 6–8 m langen Leitern aufgehängt waren, mit denen Brandbekämpfung in oberen Stockwerken und auf Dächern und in Dachstühlen ermöglicht werden sollte. Das Fehlen von Wänden sollte jedermann und jederzeit Zugang gestatten. Neben den Leitern wurden auch kleine zur Brandbekämpfung notwendige Gerätschaften, insbesondere Ledereimer und eiserne Feuerhaken mit langem Stiel, in den Leiterhäusern aufbewahrt, typischerweise in einem an einer Giebelseite gelegenen separaten Geräteraum.

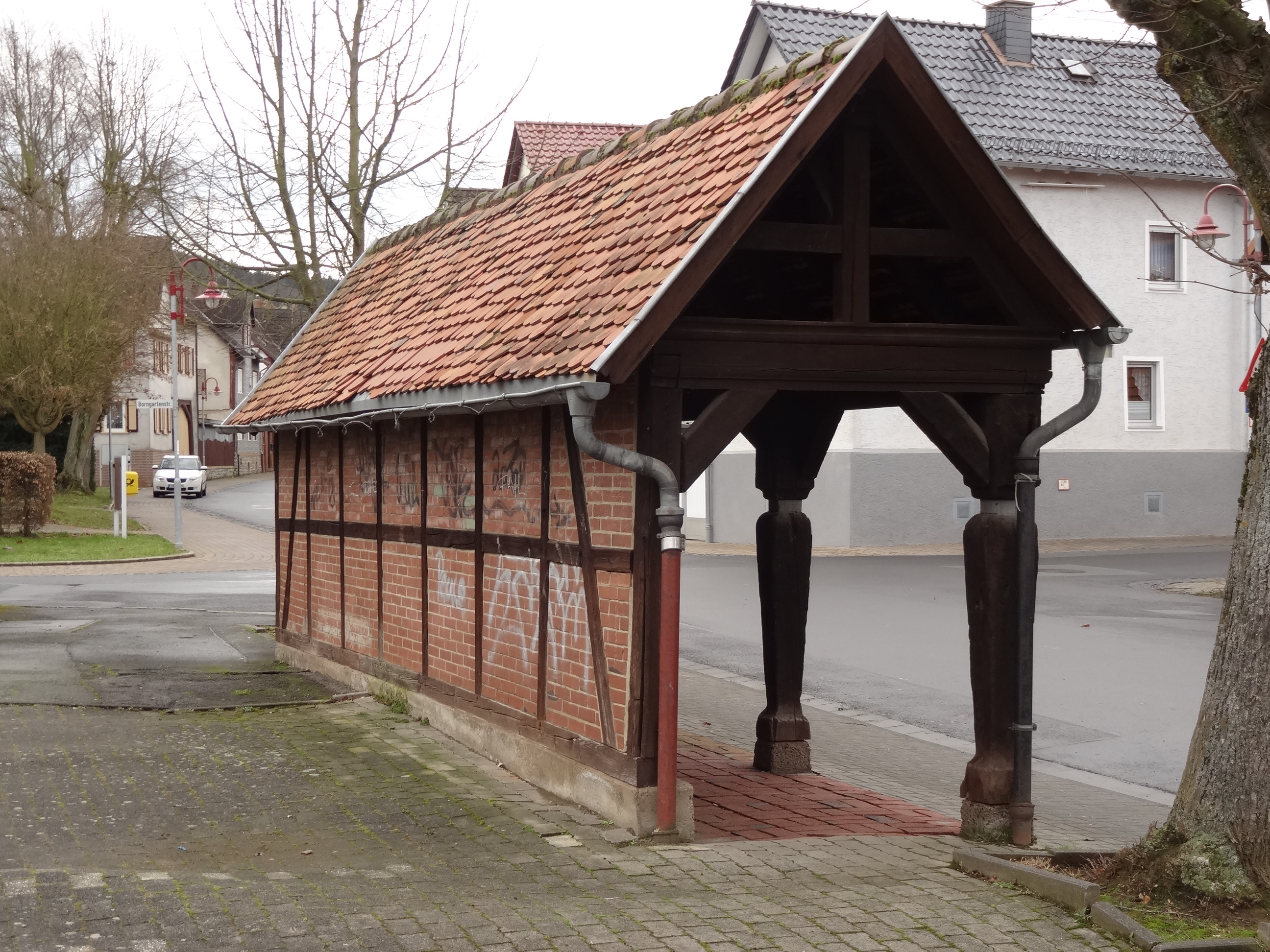
Ehemaliges Leiterhaus in Ebersgöns
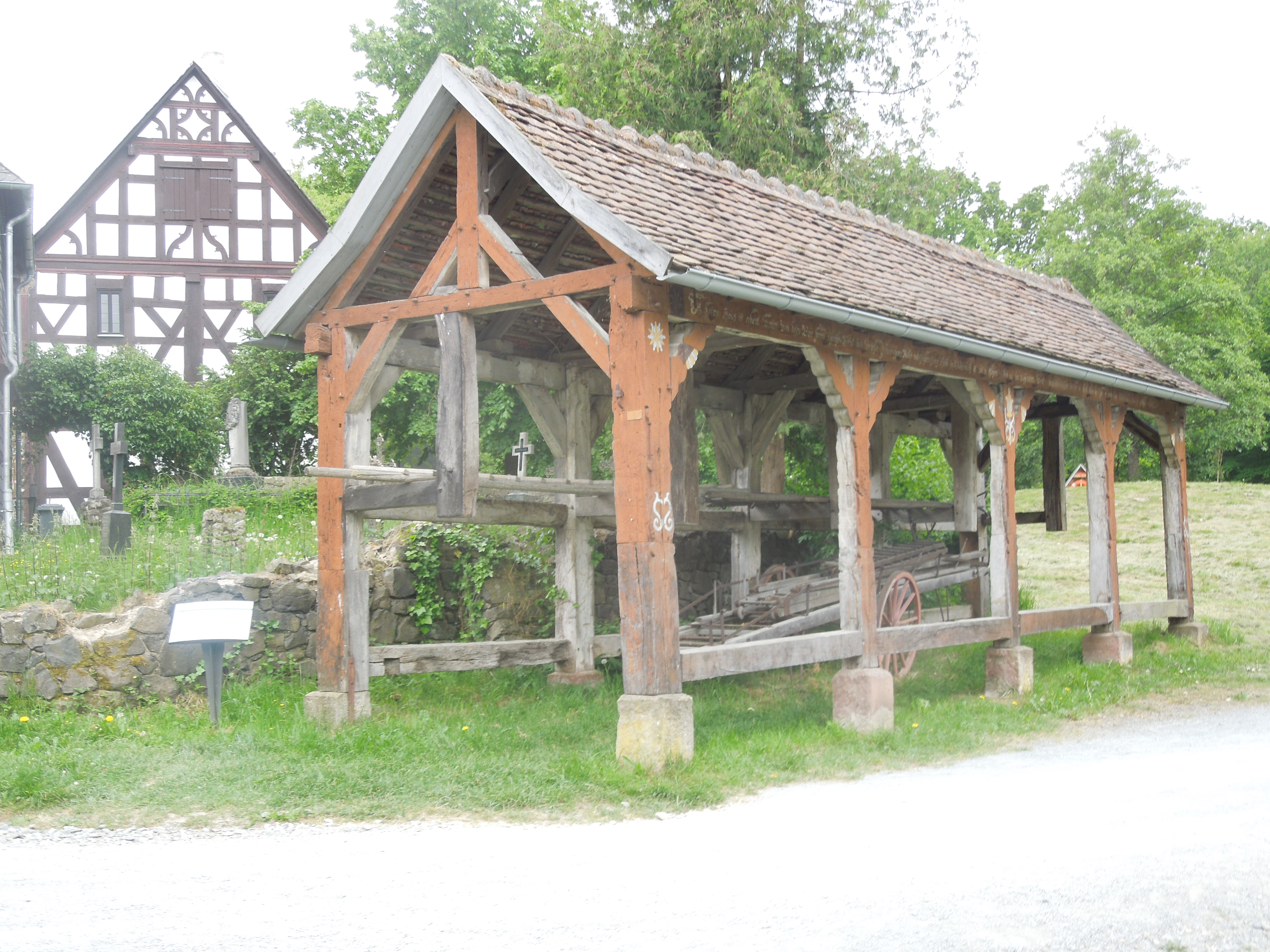
Ehemaliges Leiterhaus von Mudersbach, im Hessenpark
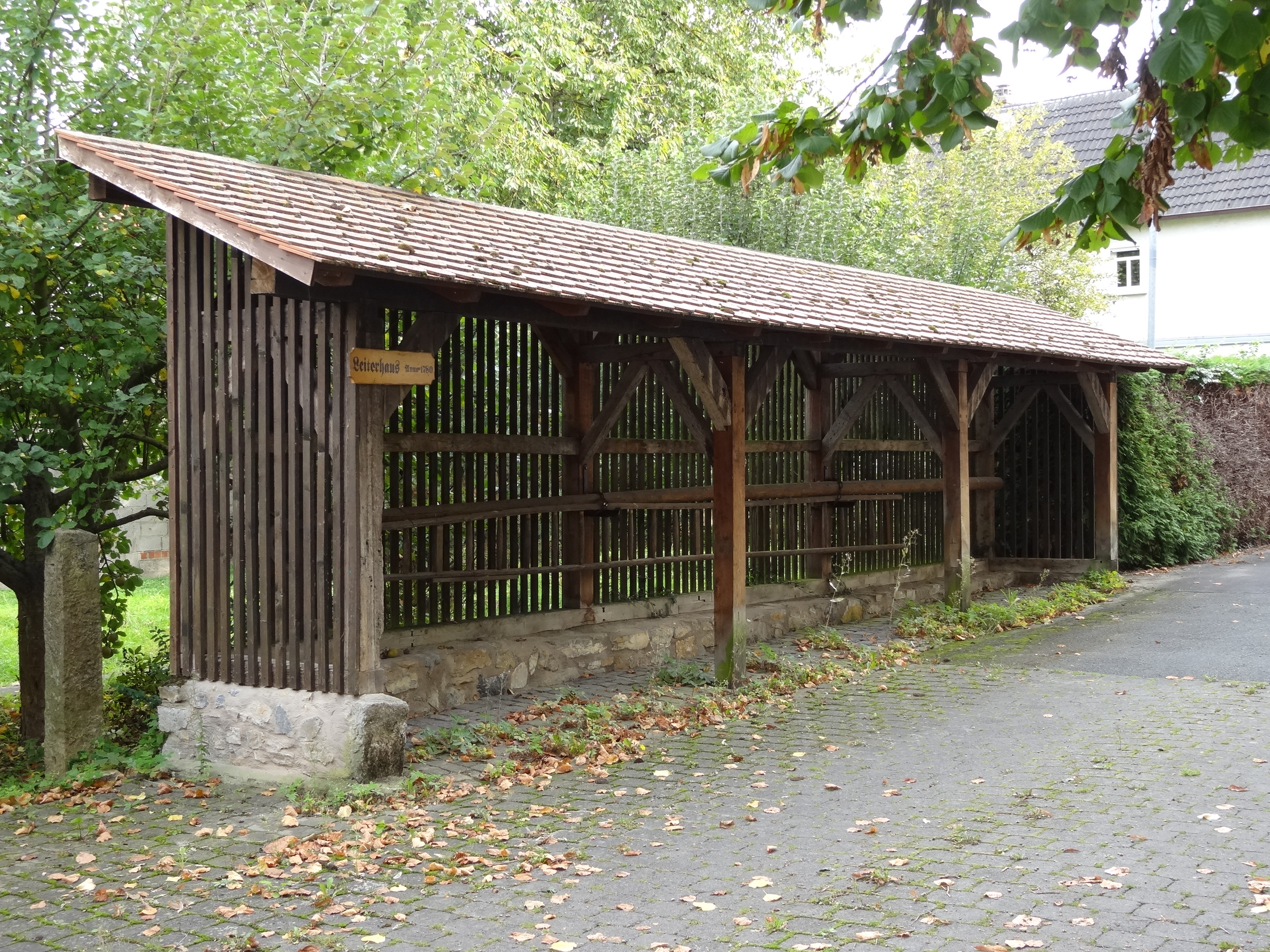
Leiterhaus in Niederkleen
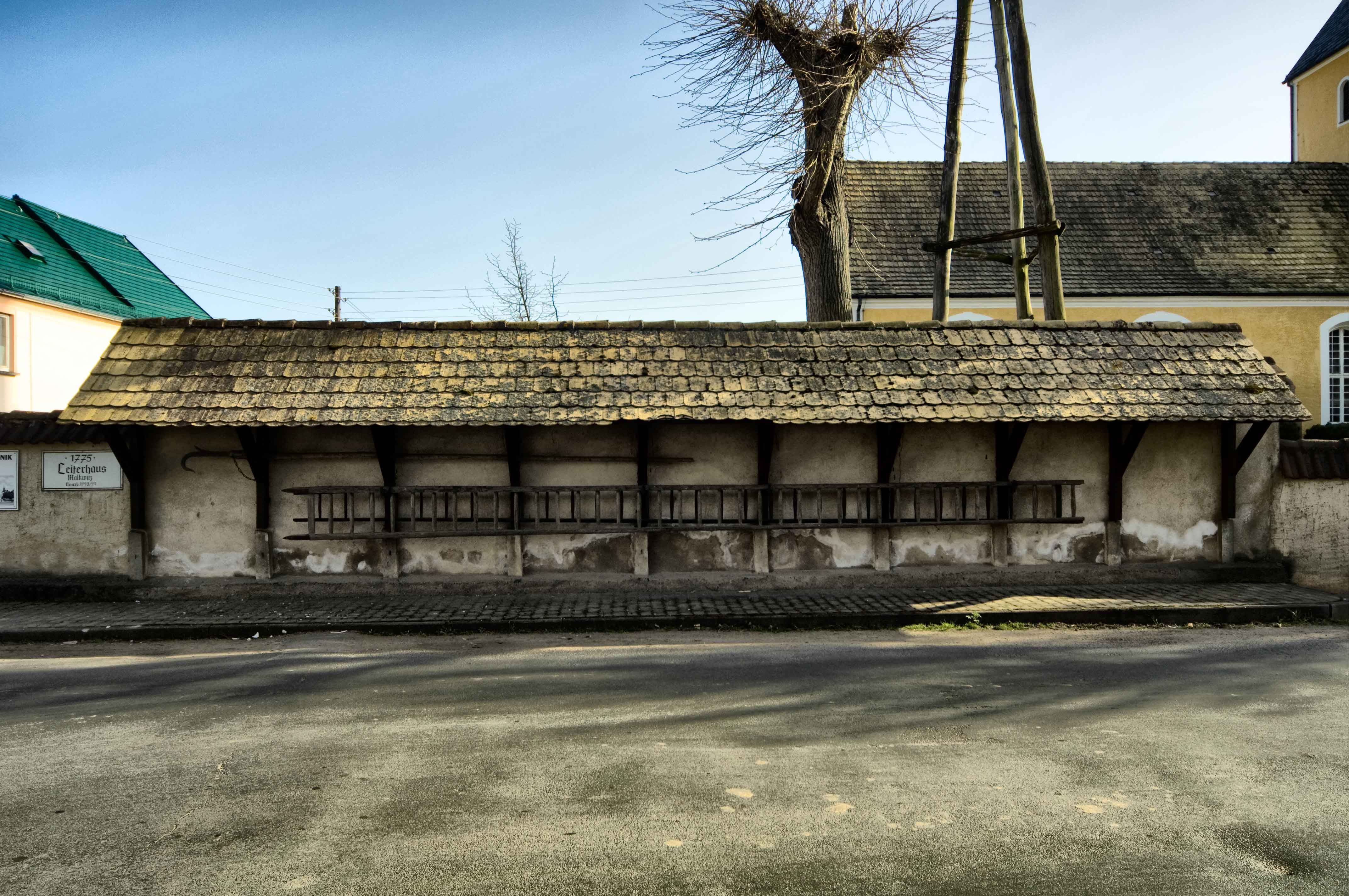
Leiterhaus von 1775 in Malkwitz